# Ангел-воин (памятник чехословакам)
Ангел-воин — памятник военнопленным чехословакам, посвящённый событиям гражданской войны, находится на старом городском кладбище Таганрога.

## Описание
В 1918 году на Русско-Балтийском заводе (АО «Комбайновый завод») в Таганроге работали 1700 чехов и словаков, попавших в плен во время Первой мировой войны. Большое количество рабочих погибли в ходе гражданской войны, сражаясь на стороне большевиков. Чтобы почтить их память, в 1927 году был возведён памятник из красного песчаника по проекту Я. Наврата. Над могильной плитой стоит ангел-воин. Одно его крыло перебито, другим он пытается прикрыть могилу погибших товарищей. Такой скульптурой автор хотел выразить гордость за тех, кто полёг в бою. Введение полуфигуры ангела свидетельствует о желании скульптора создать памятник представительным, запоминающимся.
На пьедестале у цоколя выгравированы слова на русском и чешском языках:

Из далекой страны мужей и дел великих уныло-грустный гений прилетел. Он опустился над братской могилой на прах сынов той измученной страны, из рук которых безжалостная смерть вырвала всепобедный меч Свободы.

Данный текст, написанный в стиле революционного романтизма, однако, сохранился лишь частично. Утерян фрагмент головы ангела-воина: мягкий песчаник разрушается при таянии снега после зимы. Памятник временно законсервирован цементным молоком, из-за чего исказился цвет, необходимо срочное проведение реставрационных работ.
На момент 2009 года от консервационного слоя практически ничего не осталось, памятник был выкрашен энтузиастами фасадной краской в розово-бежевый цвет. В 2010 и последующие годы перекрашивался в белый. Весной 2016 года на месте русской части эпитафии появилась черная мраморная плита с репликой текста.